# Alexander Löwe (Chemiker)
Alexander Löwe (*  24. Dezember 1808 in St. Petersburg; † 29. März 1895 in Wien) war ein österreichischer Chemiker. 

## Leben
Löwe war Sohn der Schauspielerin Julie Sophie Löwe (1786–1852), Cousin der Sängerin Sophie Löwe (1815–1866) und Neffe des Schauspielers Ludwig Löwe (1794–1871). Er war Student am Polytechnischen Institut in Wien (unter Meissner), an der Bergakademie in Schemnitz und in Berlin (bei Heinrich Rose und Eilhard Mitscherlich). Er trat 1830 in das k. k. Hauptmünzamt in Wien ein, wurde 1838 Gen.-Land- und Hauptmünzamts-Probierer und übernahm 1856 die Leitung der Ärarial-Porzellanfabrik in Wien. Löwes wissenschaftliche Arbeiten beziehen sich vor allem auf Fragen der analytischen Chemie und chemischen Technologie. Er war der erste, dem es gelang, Tellur ohne namhafte Verluste an Gold und Silber in größerer Menge aus Tellurerzen zu gewinnen. Löwe war Ehrenmitglied der Geologischen Gesellschaft in Wien, des Athenäums in Florenz und gehörte der Akademie der Wissenschaften in Wien seit ihrer Gründung als korrespondierendes Mitglied an.

## Publikationen (Auswahl)
- Versuche um das Tellur im Grossen aus den Siebenbürger Golderzen zu gewinnen. K. k. Hof- und Staatsdruckerei, Wien 1853.

| Personendaten    | Personendaten             |
| ---------------- | ------------------------- |
| NAME             | Löwe, Alexander           |
| KURZBESCHREIBUNG | österreichischer Chemiker |
| GEBURTSDATUM     | 24. Dezember 1808         |
| GEBURTSORT       | St. Petersburg            |
| STERBEDATUM      | 29. März 1895             |
| STERBEORT        | Wien                      |